# Welfenfest

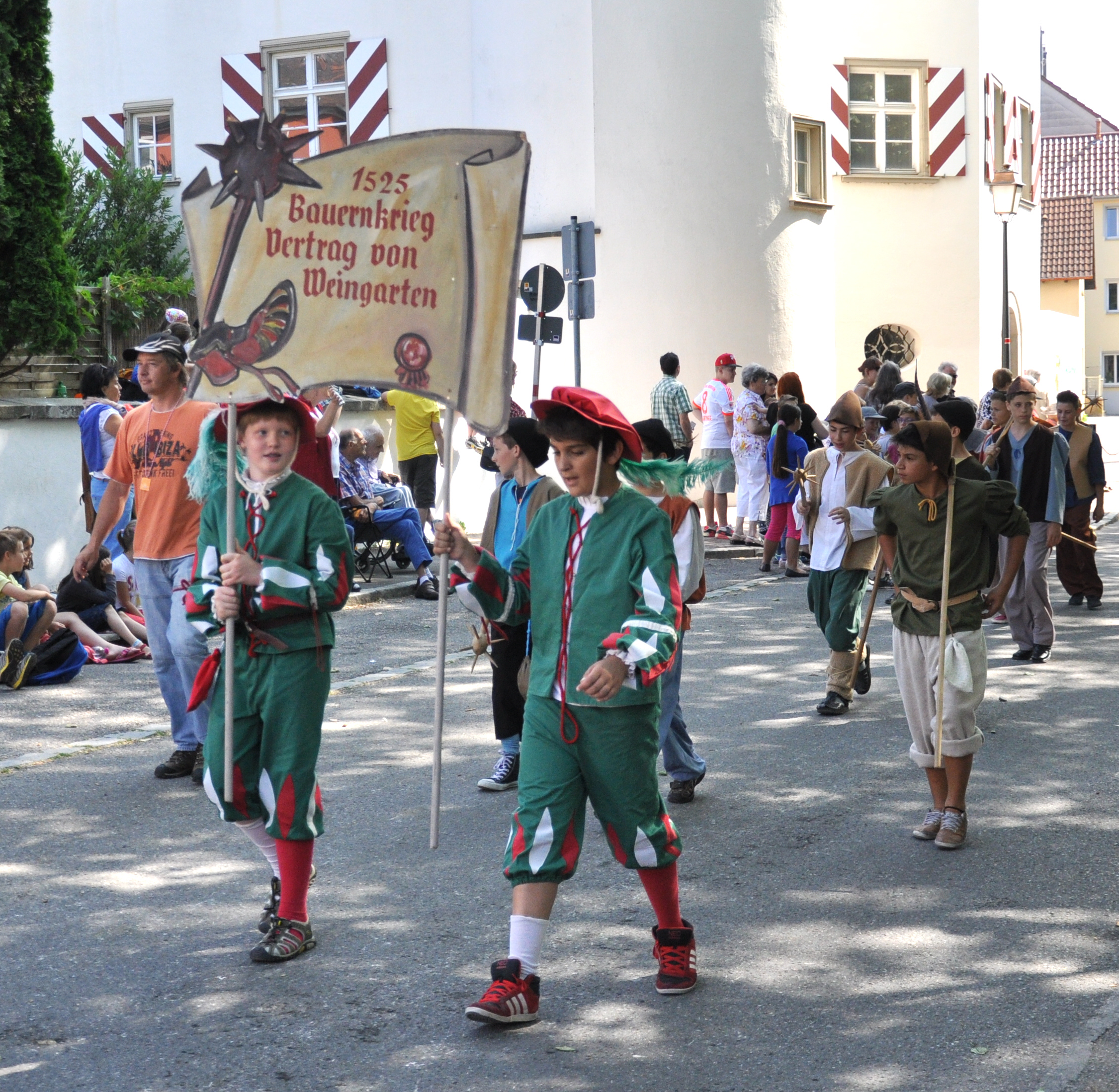
Umzug der Schüler

Das Welfenfest ist ein jährliches Volksfest in Weingarten, das im Sommer über mehrere Tage durchgeführt wird und einen Umzug der Schüler an Weingartener Schulen beinhaltet.

## Geschichte
Das Heimat- und Schülerfest begann 1764 als eintägige Festveranstaltung für Schüler, am Katharinentag (25. November) gelegen. Als Dank stiftete der Abt des Klosters den Teilnehmenden Brot und Küchlein und später auch Wein. Ursprünglich als Fest allein der katholischen Bewohner organisiert, wurden ab 1872 auch evangelische Mitbürger zugelassen, gleichzeitig wurde das Schülerfest auf den 15. August (Mariä-Himmelfahrts-Tag) verlegt und durch weitere Ereignisse wie einen Sportwettbewerb, Böllerschießen etc. angereichert.
1923 wurde als neuer Veranstaltungstermin der zweite Montag im Juli bestimmt und die Dauer auf mehrere Tage Festprogramm ausgedehnt. Nach einer durch den Zweiten Weltkrieg bedingten Pause von 1939 bis 1947 wurde 1948 das erste Kinderfest nach dem Krieg durchgeführt.
In den 1970er-Jahren erhielten die Schüler bis zur 10. Klasse Verzehr- und Fahrgeschäftsgutscheine im Wert von jeweils 2,50 Deutsche Mark, um sie im Besuch des Volksfest-Angebots zu unterstützen. Üblicherweise wurden die Verzehrgutscheine beim Stand des Roten Kreuzes (Ortsverband Weingarten) gegen eine Schübling-Wurst in einem Wasserwecken eingetauscht.
2011 erfolgte die Umbenennung von Schüler- und Heimatfest in Welfenfest.
Aufgrund der COVID-19-Pandemie musste das Welfenfest 2020 ausfallen und wurde 2021 unter besonderen Bedingungen veranstaltet.
Inzwischen nehmen über tausend Schüler und Begleitpersonen am Umzug teil, mit einer fünfstelligen Anzahl an Zuschauern.

## Aktuelle Form
Elemente des Welfenfests sind:
- die Wahl eines Welfenpaares aus den Schülern höherer Klassen[11]
- Fahnenübergabe an das Trommlerkorps der Weingartener Schüler
- Volksfest auf dem Festplatz in der Unteren Breite
- dem Welfenlauf einem Sportwettbewerb
- der Umzug der Schüler, bei dem historische Ereignisse der Stadtgeschichte dargestellt werden (z. B. Welfensage, Überbringung der Heilig-Blut-Reliquie, Deutscher Bauernkrieg 1524/25)
- das Welfentheater, eine Aufführung eines Theaterstücks mit gewissen historischen Bezügen, von Schülern für Schüler[12]
- Absingen von Welfenfestliedern, z. B. Kränzel im Haar oder der Weingarten-Hymne Weingarten Mein[13]
- Fest-Feuerwerk am Festsamstag, aus Umweltgründen 2022 abgelöst durch eine Lasershow mit Musik[14]

Die Finanzierung erfolgt durch Zuwendungen von Gönnern und den Verkauf einer Festplakette.